# 후카야정
후카야정(深谷町)은 사이타마현의 북서부 오사토군에 속했던 정이다. 처음엔 한자와군 소속이였다.

## 역사
- 1889년 4월 1일 - 정촌제 시행에 의해 한자와군 후카야정이 성립하였다.
- 1896년 4월 1일 - 한자와 군이 오사토 군, 하타라 군, 오부스마 군과 통합해 오사토 군이 된다.
- 1955년 1월 1일 - 아케토 촌, 하타라 촌, 오요리 촌, 후지사와 촌과 합병해 후카야시(초대)가 되었다.
- 2006년 1월 1일 - 오카베 정, 가와모토 정, 하나조노 정과 합병해 후카야시(2대)가 되었다.